# Gemeinde Moravče

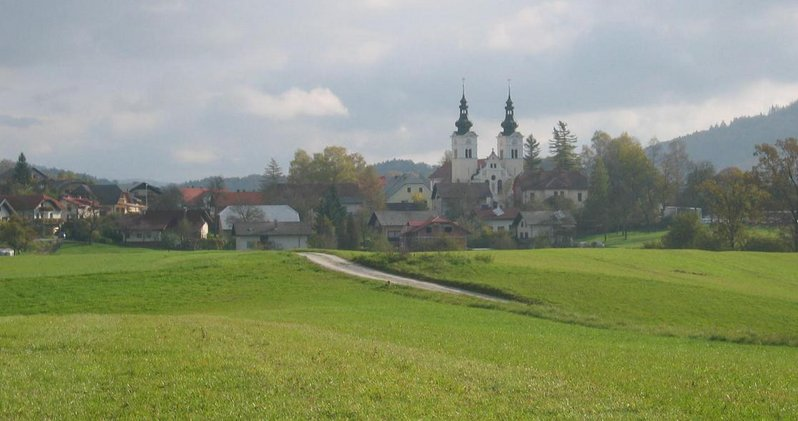
Blick auf Moravče

Die Gemeinde Moravče (deutsch Moräutsch) ist eine Gemeinde (Občina) in der historischen Landschaft Oberkrain, Region Osrednjeslovenska. Verwaltungssitz ist die Ortschaft Moravče.
Moravče ist der slowenische Vertreter in der European Charter – Villages of Europe, eine Gruppe ländlicher Gemeinden aus allen 28 EU-Ländern.

## Ortsteile
1. Dešen (dt. Deschne)
2. Dole pod Sv. Trojico (dt. Dullach)
3. Dole pri Krašcah (dt. Dolech, auch Dole)
4. Drtija (dt. Drittai)
5. Dvorje (dt. Höflein)
6. Češnjice pri Moravčah (dt. Lichteneck, auch Kerschdorf bei Moräutsch)
7. Gabrje pod Limbarsko Goro (dt. Berg unter Lindenberg)
8. Gora pri Pečah (dt. Garenstein)
9. Gorica (dt. Goritz in der Krain)
10. Goričica pri Moravčah (dt. Goritschitza bei Moräutsch)
11. Hrastnik (dt. Hrastnigg bei Moräutsch)
12. Hrib nad Ribčami (dt. Maria Virginia, auch Berg)
13. Imenje (dt. Immenberg)
14. Katarija (dt. Sankt Nikolai bei Moräutsch)
15. Krašce (dt. Kraschze)
16. Križate (dt. Kreuzdorf, auch Kreutzenberg)
17. Limbarska Gora (dt. Lindenberg in der Oberkrain, auch Lilienberg in der Oberkrain)
18. Moravče (dt. Moräutsch in der Oberkrain, älter auch Unternberg)
19. Mošenik (dt. Moschenigg)
20. Negastrn (dt. Negastern)
21. Peče (dt. Petzenstein)
22. Ples
23. Podgorica pri Pečah (dt. Podgoritza bei Petzenstein)
24. Podstran (dt. Sastrein)
25. Pogled (dt. Huttershausen)
26. Pretrž (dt. Prettersch)
27. Prikrnica (dt. Kreitberg)
28. Rudnik pri Moravčah (dt. Rudnigg)
29. Selce pri Moravčah (dt. Seltz)
30. Selo pri Moravčah (dt. Seell, auch Sello bei Moräutsch)
31. Serjuče (dt. Seriuze)
32. Soteska pri Moravčah (dt. Pinberg)
33. Spodnja Dobrava pri Moravčah (dt. Unterhart)
34. Spodnja Javoršica (dt. Unterjaworschitz)
35. Spodnji Prekar (dt. Unterpreker)
36. Spodnji Tuštanj (dt. Untertuffstein)
37. Stegne (dt. Steigen)
38. Straža pri Moravčah (dt. Wartsberg)
39. Sveti Andrej (dt. Sankt Andrä)
40. Velika vas (dt. Großdorf in der Oberkrain)
41. Vinje pri Moravčah (dt. Weingarten, auch Weinthal bei Moräutsch)
42. Vrhpolje pri Moravčah (dt. Oberfeld bei Moräutsch)
43. Zalog pri Kresnicah (dt. Sellog bei Kreßnitz)
44. Zalog pri Moravčah (dt. Warthenberg in der Krain)
45. Zgornja Dobrava (dt. Oberhart)
46. Zgornja Javoršica (dt. Oberjaworschitz)
47. Zgornje Koseze (dt. Oberedlingen)
48. Zgornji Prekar (dt. Oberpreker)
49. Zgornji Tuštanj (dt. Obertuffstein)

## Nachbargemeinden
| Lukovica          | Lukovica                                    | Zagorje ob Savi |
| Domžale           | Kompassrose, die auf Nachbargemeinden zeigt | Zagorje ob Savi |
| Dol pri Ljubljani | Dol pri Ljubljani, Litija                   | Litija          |

## Söhne und Töchter der Stadt
- Jurij Vega * 1754 † 1802, geboren im Ortsteil Zagorica, Mathematiker
- Dane Zajc * 1929 † 2005, geboren im Ortsteil Zgornja Javorščica, Dichter
- Primož Peterka * 1979, geboren im Ortsteil Prikrnica, Skispringer
- Lovro Kos * 1999, geboren im Ortsteil Rudnik pri Moravčah, Skispringer